# Kapitaalintensiteit
Kapitaalintensiteit is de verhouding tussen de ingeschakelde hoeveelheid kapitaal en de ingeschakelde hoeveelheid arbeid in het productieproces:
bij een hoeveelheid kapitaal K en
een hoeveelheid arbeid L,
geldt dat de kapitaalintensiteit = K / L
Een bedrijf of bedrijfstak is kapitaalintensief als het ten opzichte van andere bedrijven of bedrijfstakken per werknemer meer investeert in kapitaalgoederen. Kapitaalintensief en kapitaalextensief (het tegendeel van kapitaalintensief) zijn dus relatieve begrippen. Het kan alleen zinvol worden gebruikt wanneer een bedrijf of een bedrijfstak vergeleken wordt met een ander bedrijf of een andere bedrijfstak of het gemiddelde van (alle) andere bedrijven. Het kan ook gebruikt worden om de gemiddelde kapitaalintensiteit in één land uit te drukken ten opzichte van een ander land. Ten slotte kan het gebruikt worden om de kapitaalintensiteit in één periode te vergelijken met een andere periode.